# Австрійський культурний форум у Києві
Австрійський культурний форум (АКФ) у Києві — платформа для закордонної культурної діяльності Австрії та наукової співпраці між Австрією і Україною. Він підпорядковується Федеральному міністерству закордонних справ і європейської інтеграції Австрії. Австрійський культурний форум у Києві був заснований у 2001 році та є частиною Посольства Австрії в Україні.

## Діяльність
Австрійський культурний форум у Києві надає організаційну, логістичну та фінансову підтримку для проведення культурних заходів: концертів, доповідей, кінопоказів, театральних вистав, літературних читань, наукових конференцій, виставок, семінарів в Україні. При цьому в центрі уваги знаходиться сучасне мистецтво. В рамках програми "Творчість та інновації" АКФ підтримує проєкти, які досліджують нові підходи до подолання глобальних викликів. Крім того, АКФ сприяє культурному та науковому обміну між Австрією і Україною та надає підтримку програмам резиденцій і грантів від різних австрійських організацій.
Представляючи Австрію, Австрійський культурний форум у Києві бере активну участь у культурному та науковому житті України та сприяє новим контактам, які призводять до довгострокового співробітництва між Австрією та Україною.

## Австрійські культурні організації в Україні
Важливим партнером АКФ у Західному регіоні є Австрійське бюро кооперації у Львові. Бюро є водночас відділом Посольства Австрії з питань науки і культури.
Австрійські бібліотеки у Києві, Львові, Чернівцях, Дрогобичі та Харкові, а також лектори та лекторки австрійської служби академічних обмінів OeAD сприяють розвитку культурної діяльності Австрії в Україні.
На півдні країни, в Одесі, знаходиться офіс Уповноваженого з питань освіти від Федерального міністерства з питань освіти, науки та досліджень КультурКонтакт Австрія. КультурКонтакт підтримує тривалу реформу освіти в Україні.

## Двосторонній рік культури Австрія-Україна 2019
Рік культури мав на меті зблизити творчий потенціал та поглибити наукове та культурне співробітництво між Австрією та Україною.
Протягом Року культури відбулося понад 200 культурних подій в Австрії та Україні. Їх можна знайти на сайті austriaukraine2019.com. На Facebook ці події позначені хештегом #AustriaUkraine2019.
АКФ у Києві і Бюро кооперації у Львові займалися австрійськими проєктами в Україні, а Український інститут та Посольство України в Австрії за підтримки ряду культурних організацій втілювали українську частину програми в Австрії.

## Calliope Austria 2020
У центрі уваги Австрійського культурного форуму в Києві в 2020 році — програма «Calliope Austria: жінки в суспільстві, культурі та науці». В рамках цієї ініціативи, яка отримала свою назву на честь давньогрецької музи епічної поезії, науки і філософії Калліопи, АКФ у Києві разом з Австрійським бюро кооперації у Львові хоче підкреслити важливу роль жінок в суспільстві, культурі та науці і надати експертам з Австрії та України можливість діалогу на тему гендерних питань. Крім того, талановиті сучасні мисткині з Австрії зможуть представити своє мистецтво в Україні. Таким чином АКФ і Бюро кооперації прагнуть зробити свій внесок у створення нового розуміння ролі жінок, у якому вони вільні від гендерних стереотипів та сприймаються як рівноправні члени суспільства.